# Pleurota bicostella
Pleurota bicostella là một loài bướm đêm thuộc họ Oecophoridae. Nó được tìm thấy ở miền Cổ bắc.

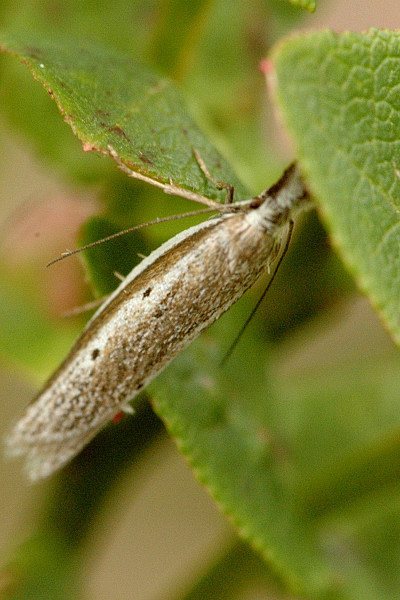

Sải cánh dài khoảng 24 mm. Con trưởng thành bay từ tháng 6 đến tháng 7 tùy theo địa điểm.
Ấu trùng ăn các loài Erica.

## Hình ảnh

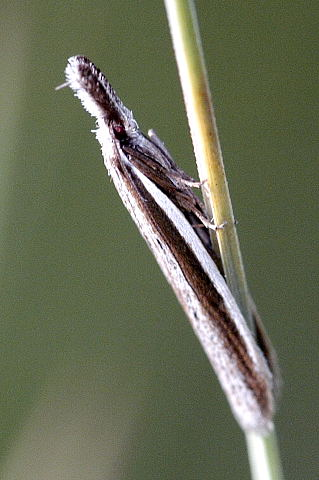